# Филип III фон Боланден
Филип III фон Боланден (на немски: Philipp III von Bolanden; † 1220) е господар на Боланден и Фалкенщайн в Пфалц и господар на Хоенфелс.

## Произход и управление
Той е вторият син на Филип II фон Боланден († 1187/1198) и съпругата му Хилдегард фон Хагенхаузен, дъщеря на Герхард I фон Хагенхаузен (ок. 1131 – 1178), или на Хилдегард фон Епщайн, дъщеря на граф Готфрид I фон Епщайн. Те имат децата: Племенник е на Зигфрид II фон Епщайн, архиепископ на Майнц (1200 – 1230).
По-големият му брат е Вернер III фон Боланден († 1221), с когото през 1199 г. е в свитата на Хоенщауфените. През 1200 г. те помагат на чичо им Зигфрид II фон Епщайн.
Филип III (II) основава своята линия Хоенфелс и братята разделят фамилията на другите линии Боланден и Фалкенщайн.

## Фамилия
Филип III се жени пр. 1220 г. за Беатрикс фон Кирбург (* ок. 1180; † сл. 1240), дъщеря на вилдграф Герхард I фон Кирбург († сл. 1198) и съпругата му Агнес фон Вителсбах († сл. 1219). Те имат децата:
- Филип V (I, IV) фон Боланден-Хоенфелс († 1277), женен I. за Елизабет († 1249), II. сл. 1249 г. за Лукардис фон Изенбург-Гренцау († 1260)
- Вернер V фон Боланден, фон Райхенщайн († сл. 1239), каноник в Майнц (1215 – 1239)
- Куно фон Хоенфелс
- Вернер „Млади“ фон Боланден († сл. 1221), каноник в „Св. Виктор“ в Майнц през 1221

Вдовицата му Беатрикс фон Кирбург се омъжва 1221 г. втори път за Дитрих I фон Фалкенбург-Хайнсберг († 1227).